# Gemeinschaftsgetragenes Wirtschaften
Gemeinschaftsgetragenes Wirtschaften, englisch auch Community-Supported X, seltener Community-Supported Entrepreneuership, Economy oder Everything (jeweils CSX), ist eine Form der Solidarökonomie, bei der Produzenten und Konsumenten gemeinsam zur Deckung laufender Kosten einer Unternehmung beitragen. Teils tragen die Prosumenten dabei auch anderweitig, etwa durch Mitbestimmung und -arbeit zum Unternehmenserfolg bei. Damit soll die Notwendigkeit entfallen, Preise für einzelne Produkte zu erheben. Weitere Prinzipien sind etwa gleiche Stimmrechte aller oder am jeweiligen Prozess beteiligter Mitglieder sowie die Ablehnung von Gewinnorientierung.
Der Ansatz entlehnt sich den Prinzipien Solidarischen Landwirtschaft (Community-Supported Agriculture, CSA), der Schenkökonomie und Genossenschaftsbewegung sowie lokalwirtschaftlichen Ansätzen wie der Subsistenzwirtschaft. Beispiele für gemeinschaftsgetragenes Wirtschaften sind etwa Artabana und Samarita als experimentelle Vereine zur Gesundheits- und Krankenversorgung. Im deutschsprachigen Raum existiert das CSX-Netzwerk als Zusammenschluss entsprechender Vorhaben und Unternehmen.